# Hillman Imp
La Imp è un'autovettura prodotta dal Gruppo Rootes, (poi Chrysler UK) tra il 1963 ed il 1976 e commercializzata col marchio Hillman.

## La genesi
All'inizio degli anni sessanta la Rootes decise di progettare un modello in grado di contrastare il crescente successo della Mini. Le direttive impartite dalla dirigenza ai tecnici furono due: non imitare la vettura di Issigonis e non costruire una bubble car (ovvero una di quelle vetture a basso costo e di modesta qualità che s'andavano via via diffondendo in Inghilterra dopo la Crisi del Canale di Suez).
Il progetto quindi partì da premesse opposte a quelle della Mini: la trazione ed il motore vennero, infatti, collocati nella parte posteriore (l'utilitaria BMC era, al contrario, una "tutto avanti"). Anche il propulsore, un piccolo 4 cilindri in linea, completamente in lega d'alluminio, con distribuzione ad albero a camme in testa, di 875 cm³, progettato dalla Coventry Climax, e la sospensione posteriore (a ruote indipendenti con bracci oscillanti triangolari uniti da una barra di collegamento) adottavano soluzioni particolarmente raffinate.
La linea (a 3 volumi e 2 porte), ispirata a quella della Chevrolet Corvair, e il livello di finitura completavano l'opera, per il resto improntata a soluzioni più classiche (come i freni a tamburo su tutte le ruote ed il cambio manuale a 4 marce sempre tutte sincronizzate.
La Imp venne presentata al pubblico nel 1963, nelle versioni standard e De luxe (meglio rifinita e accessoriata). Su entrambe il motore era alimentato a carburatore singolo, ma sulla standard erogava 39 CV, mentre sulla De Luxe 42 CV.
Invece di poter ampliare il proprio stabilimento di Ryton per assemblare la nuova "Imp", la Rootes fu costretta, da un decreto del governo britannico a sostegno delle aree economicamente depresse, a costruirne uno nuovo a Linwood in Scozia. La vettura non ebbe successo, sia per la linea (squadrata e un po' goffa) che per la scarsa affidabilità e qualità costruttiva (dovuta, essenzialmente, all'inesperienza produttiva del personale di Linwood). Il fatto che la maggior parte dei fornitori fosse poi rimasta nelle Midlands fece aumentare i costi di produzione (sia per la necessità di trasportare i pezzi in Scozia che per quella di assemblare alcune parti del motore a Ryton).

## L'evoluzione
Nel 1964 venne introdotta una versione ancora meglio rifinita della Imp, denominata Chamois e commercializzata, secondo la filosofia Rootes, con il marchio Singer. La meccanica era identica alla quella della versione De Luxe della Hillman.
Nel 1965, per testimoniare la bontà progettuale del modello e le qualità stradali donate dalla sofisticata sospensione posteriore, la Imp venne iscritta, con discreti risultati, a numerosi rally. Per questa esigenza nacquero le Imp Rally e Chamois Rally, entrambe mosse da una versione con cilindrata maggiorata a 998 cm³ e alimentazione bicarburatore da 65 CV del 4 cilindri in linea, evoluzione realizzata con la collaborazione dell'impresa specializzata Hartwell.
Nel 1966 venne lanciata anche la Imp Californian, una variante coupé della Imp (in pratica una Imp berlina con padiglione abbassato e più rastremato verso la coda). Sempre nel 1966 nacquero le Imp GT e Chamois Sport, dotate di motore potenziato a 55 CV (grazie all'adozione di 2 carburatori), di assetto sportivo e di frontale con 4 fari circolari (anziché 2).
Nel 1967 un leggero restyling (interni e alcuni particolari estetici) interessò l'intera gamma. La Imp De Luxe venne affiancata dalla Super Imp (che si poneva a mezza strada tra questa e la Chamois), mentre fece la sua apparizione la Sunbeam Stiletto, una Imp Californian con motore da 55 CV (e frontale a 4 fari) della Imp GT.

## Gli ultimi anni
La Imp e le sue derivate non ottennero il successo che la Rootes s'aspettava. Le turbolenze sindacali all'interno dello stabilimento di Linwood, oltre ai motivi precedentemente citati, furono causa della riduzione di produzione conseguente all'insuccesso dell'auto.
Non fu neppure un modello "profittevole", visti gli alti costi produttivi causati dalla dislocazione degli stabilimenti. Col passaggio dalla Rootes alla Chrysler, la produzione della Imp e delle sue varianti, tuttavia, proseguì, ma già dal 1968 venne cessata l'attività sportiva e furono eliminati dal listino i modelli Rally.
Nel 1969 vennero introdotte alcune modifiche (tra cui la variazione del punto d'attacco delle sospensioni), ma dall'anno seguente iniziò la progressiva dismissione del modello, secondo la seguente "timeline":
- 1970: eliminazione delle Hillman Imp Californian e di tutte le versioni marchiate Singer.
- 1972: uscita di produzione della Sunbeam Stiletto.
- 1973: eliminazione dalla gamma della Imp standard.
- 1976: uscita di listino delle altre versioni rimaste (Imp De Luxe, Super Imp e Imp GT), quando era terminata da tempo la riscoperta del modello dovuta alla crisi energetica.

Il posto della Imp venne preso nel 1977 dalla Chrysler Sunbeam.Non arrivarono alla produzione due interessanti fuoriserie realizzate sulla base del modello: la Zimp, dovuta a Zagato e la TVR Tina, derivata dalle Sport/GT, con meccanica "affinata", con 70 CV ed oltre ottenuti dal propulsore 875 cc.

## I modelli prodotti
- Imp (875 cm³, 39 CV)
- Imp De Luxe (875 cm³, 42 CV)
- Imp GT (875 cm³, 55 CV)
- Imp Rally (998 cm³, 65 CV)
- Imp Californian (875 cm³, 42 Cv)
- Super Imp (875 cm³, 42 CV)
- Chamois (875 cm³, 42 CV)
- Chamois Sport (875 cm³, 55 CV)
- Chamois Rally (998 cm³, 65 CV)
- Stiletto (875 cm³, 55 CV)